# Dysectopa
Dysectopa is een geslacht van vlinders uit de familie mineermotten (Gracillariidae).
Het geslacht omvat één soort:
- Dysectopa scalifera Vári, 1961